# Eastman School of Music
La Eastman School of Music è una scuola professionale di musica situata a Rochester, all'interno dell'Università di Rochester.

## Storia
La Eastman school fu fondata nel 1921 dall'industriale e filantropo statunitense George Eastman.

## Struttura

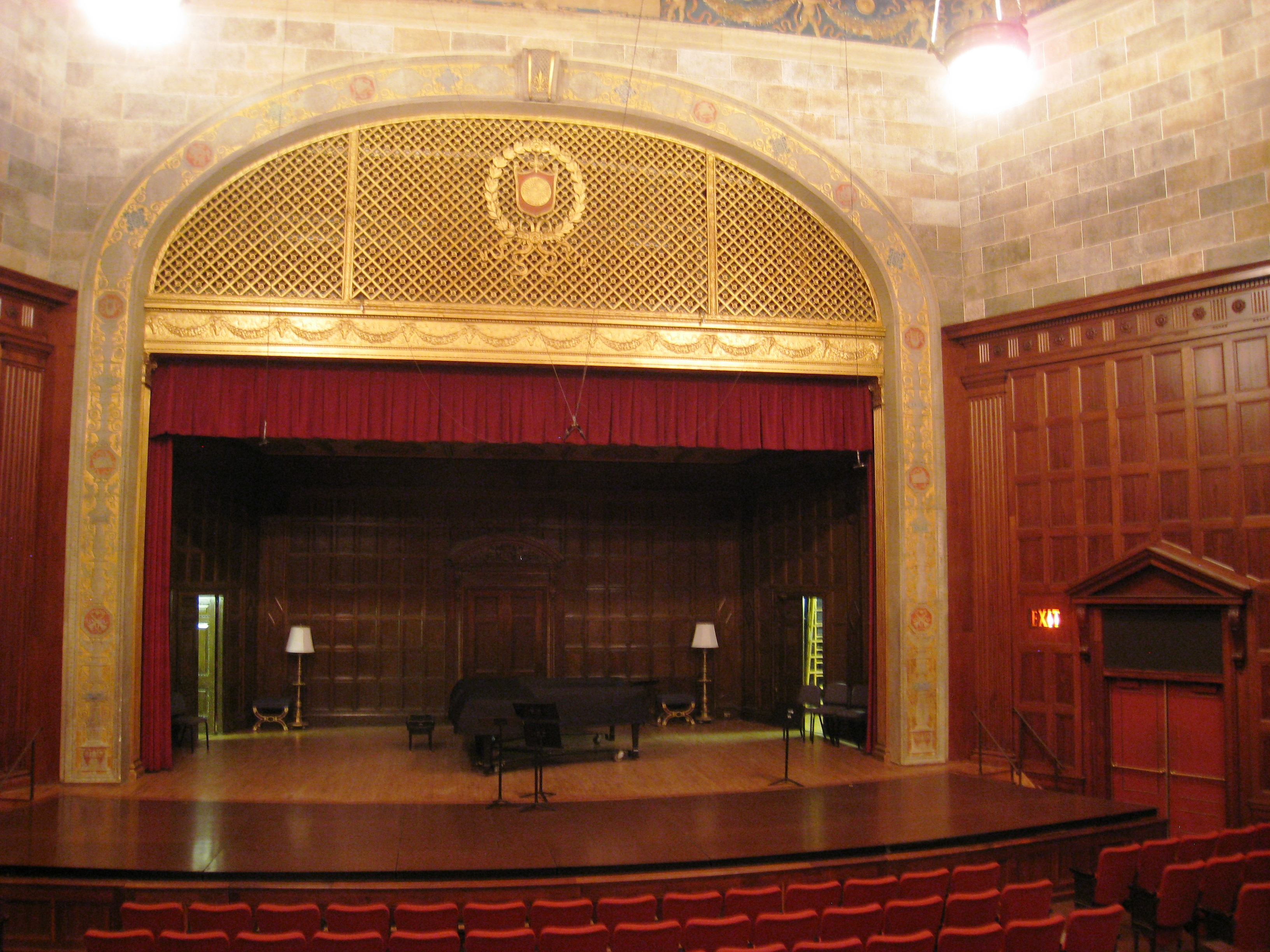
Kilbourn Hall

La scuola è strutturata nei seguenti dipartimenti:
- Accompagnamento
- Archi, arpa e chitarra
- Musica da camera
- Composizione
- Direzione e ensemble
- Fiati, ottoni e percussioni
- Insegnamento e apprendimento musicale
- Musicologia
- Organo, musica sacra e tastiere storiche
- Pianoforte
- Studi jazz e dei media contemporanei
- Studi umanistici
- Teoria
- Voce e opera

### Edifici
La Eastman School occupa parti di cinque edifici nel centro di Rochester, New York. La sala principale comprende il rinnovato teatro Eastman, la Kilbourn Hall e gli uffici per i docenti.
Il teatro "Eastman" si trova in Gibbs street, all'angolo con la Main e aprì nel 1922 come centro per la musica, la danza e il cinema muto con accompagnamento d'orchestra e organo. Divenuto in seguito la sala da concerto principale della Eastman School ed è altresì la sede principale delle esibizioni della Rochester Philharmonic Orchestra. L'edificio subì due ristrutturazioni: la prima, da cinque milioni di dollari, fu ultimata nel 2004, mentre la seconda terminò nel 2010 in concomitanza con la ridenominazione del teatro in "Kodak hall at Eastman theatre" a seguito della donazione, avvenuta nell'aprile del 2008, di dieci milioni di dollari da parte della Eastman Kodak.
La "Sibley music library", è una grande libreria accademica d'ambito musicale, situata lungo la strada dalla sala principale. Hiram Sibley Watson fondò la biblioteca nel 1904 con la fortuna che aveva messo insieme come primo presidente della Western Union. Fu trasferita nella nuova sede di 4.000 m² nel 1989, presso i piani secondo, terzo e quarto del centro "Miller", precedentemente noto come "Eastman place". La "Sibley music library" detiene attualmente quasi 750.000 articoli, che vanno dai codici dell'XI secolo, alle più recenti composizioni e registrazioni, unitamente alle bozze originali dell'impressionista di Debussy, "La Mer".
Lo "Student living center", ovverosia il dormitorio della scuola, si trova anch'esso in Gibbs street, all'angolo con la Main. Nel 1991 il nuovo edificio sostituì i dormitori "University avenue" costruiti quasi settant'anni prima. La struttura consta di un quadrilatero a quattro piani e una torre di quattordici piani, e un cortile interno.
L'Institute for music leadership (IML) è stato creato come un centro per la creazione e l'implementazione di nuove idee in ambito musicale; la struttura è aperta a studenti, ex studenti e musicisti.

## Direttori
- Alfred Klingenberg (1921-1923)
- Raymond Wilson (1923-1924) pro tempore
- Howard Hanson (1924-1964)
- Walter Hendl (1964-1972)
- Daniel Patrylak (1972-1973) pro tempore
- Robert Freeman (1973-1996)
- James Undercofler (1996-2006)
- Jamal Rossi (2006-2007) pro tempore

## Decani
- Douglas Lowry[6] (2007-2013)
- Jamal Rossi (dal 2013)